# Kolumbijská fotbalová reprezentace
Kolumbijská fotbalová reprezentace reprezentuje Kolumbii na mezinárodních fotbalových akcích, jako je mistrovství světa nebo Copa América.

## Mistrovství světa
Seznam zápasů kolumbijské fotbalové reprezentace na MS
| Rok    | Účast                                           | Soupisky |
| ------ | ----------------------------------------------- | -------- |
| 1930   | Bez účasti                                      |          |
| 1934   | Bez účasti                                      |          |
| 1938   | Odhlášeni                                       |          |
| 1950   | Bez účasti                                      |          |
| 1954   | Zákaz účasti                                    |          |
| 1958   | Nepostoupili z kvalifikace                      |          |
| 1962   | nepostoupili ze skupiny                         | Soupiska |
| 1966   | Nepostoupili z kvalifikace                      |          |
| 1970   | Nepostoupili z kvalifikace                      |          |
| 1974   | Nepostoupili z kvalifikace                      |          |
| 1978   | Nepostoupili z kvalifikace                      |          |
| 1982   | Nepostoupili z kvalifikace                      |          |
| 1986   | Nepostoupili z kvalifikace                      |          |
| 1990   | Vyřazeni v osmifinále Kamerunem                 | Soupiska |
| 1994   | nepostoupili ze skupiny                         | Soupiska |
| 1998   | nepostoupili ze skupiny                         | Soupiska |
| 2002   | Nepostoupili z kvalifikace                      |          |
| 2006   | Nepostoupili z kvalifikace                      |          |
| 2010   | Nepostoupili z kvalifikace                      |          |
| 2014   | Vyřazení ve čtvrtfinále Brazílií                | Soupiska |
| 2018   | Vyřazeni v osmifinále Anglií                    | Soupiska |
| 2022   | Nepostoupili z kvalifikace                      |          |
| Celkem | Účast – 6× Zlato – 0×, Stříbro – 0×, Bronz – 0× |          |

## Získané Trofeje
- Copa América (1×)

 2001

 1975, 2024

 1987, 1993, 1995, 2021